# Pallers
Pallers är en svensk musikgrupp, bildad 2008. 

## Biografi
Pallers bildades 2008 av Henrik Mårtensson och Johan Angergård (även i Acid House Kings, Club 8 och The Legends). De båda har känt varandra sedan barndomen och växt upp tillsammans i Åhus. Bandnamnet kommer från en stadsdel i Åhus med samma namn.
2008 släppte bandet sin debut-EP, Humdrum, på Labrador. EP:n spelades in i Spanien. Två år senare släpptes singeln The Kiss, följd av ännu en singel, Arctic Hymn. 2011 utkom bandets debutalbum The Sea of Memories, även detta på Labrador. Från detta släpptes singeln Come Rain, Come Sunshine 2011.

## Diskografi

### Album
- 2011 – The Sea of Memories

### EP
- 2008 – Humdrum

### Singlar
- 2010 – The Kiss
- 2010 – Arctic Hymn
- 2011 – Come Rain, Come Sunshine

### Fotnoter
1. 1 2  ”Pallers”. Labrador Records. Arkiverad från originalet den 16 november 2013. https://web.archive.org/web/20131116061607/http://labrador.se/portfolio/pallers/. Läst 18 december 2011.